# NGC 4147
NGC 4147 là tên của một cụm sao cầu nằm ở phía bắc chòm sao Hậu Phát. Vào ngày 14 tháng 3 năm 1784, nhà thiên văn học người Anh gốc Đức William Herschel phát hiện ra nó. Ông mô tả nó là "rất sáng, khá to, sáng dần khi nhìn từ bên ngoài vào phần trung tâm". Cấp sao biểu kiến của nó là 10,74, nó nằm ở vị trí 60000 năm ánh sáng nếu tính từ mặt trời. Điều này có liên quan đến vĩ độ 77,2°Của nó.
Nó là một cụm sao cầu có kích thước nhỏ. Trong các cụm sao có thể quan sát được từ trái đất, thì cụm sao này có đổ sáng thứ 112 vằ có độ kim loại thấp. Dù độ kim loại thấp nhưng cụm sao này là loại OoI, do vậy nó là thiên hà có độ kim loại thấp nhất trong các cụm sao loại này mà ta từng biết. Cụm sao này có 19 sao biến quang loại RR Lyrae.
Cụm sao này cách tâm của Ngân Hà là 70,4 ± 7.5 nghìn năm ánh sáng và tương đối bị cô lập khỏi các cụm sao cầu khác. Vị trí của cụm sao này khiến nó được nghĩa là có thể liên quan đến dòng sao đi ra từ thiên hà lùn tựa cầu Nhân Mã và vì vậy nó có thể sáp nhập vào Ngân Hà sau khi rời khỏi nơi nó rời khỏi.

## Dữ liệu hiện tại
Theo như quan sát, đây là cụm sao thuộc chòm sao Hậu Phát và dưới đây là một số dữ liệu khác:
Xích kinh 12h 10m 06.149s
Độ nghiêng +18° 32′ 31.78″
Cấp sao biểu kiến 10.74
Kích thước biểu kiến 1.730′ × 1.592′
Khối lượng 37,200 khối lượng mặt trời
Độ kim loại −1.78
Ước tính tuổi gần bằng 14 Giga năm